# Дизин
Дизин (на персийски: دیزین) е голям ски курорт в Иран, основан през 1969 г. Разположен е в планините Алборз близо до връх Дамаванд. Курортът е официално признат от Международната федерация по ски като подходящ за провеждане на ски състезания.

## Разположение
Дизин се намира на 124 km северно от Техеран. Курортът е с надморска височина 2700 m. До него се стига за около 2.5 часа по един безопасен път, който се поддържа отворен през цялата зима.
| Карта на централен Алборз                | Върхове:           | 1 Алам Кух |
|                                          | 2 Азад Кух         | 3 Дамаванд |
| 4 До Берар                               | 5 До Хахаран       |            |
| 6 Кал'е Гардан                           | 7 Горг             |            |
| 8 Холено                                 | 9 Мехр Чал         |            |
| 10 Мишине Марг                           | 11 Наз             |            |
| 12 Шах Алборз                            | 13 Сиалан          |            |
| 14 Точал                                 | 15 Вараващ         |            |
| Реки:                                    | 0                  |            |
| 1 Аламут                                 | 2 Чалус            |            |
| 3 До Хезар                               | 4 Хараз            |            |
| 5 Джайруд                                | 6 Карадж           |            |
| 7 Коджур                                 | 8 Лар              |            |
| 9 Нур                                    | 10 Сардаб          |            |
| 11 Се Хезар                              | 12 Шах Руд         |            |
| Градове:                                 | 1 Амол             |            |
| 2 Чалус                                  | 3 Карадж           |            |
| Други:                                   | D Дизин (курорт)   |            |
| E Емамзаде Хашем (гробница, Хараз (път)) | K Кандован (тунел) |            |
| * Латиан (язовир)                        | ** Лар (язовир)    |            |

## Комплекс Дизин
Комплексът разполага с 2 хотела, вилна зона с 19 къщи и 5 ресторанта. За скиори и сноубордисти има 23 писти – изходната им точка е на височина 2650 m, а най-високата, до която стига лифтът, е на 3600 m. Максималната разлика във височините е 800 m. Общата площ, подходяща за ски, е 470 хектара. Пистите се обслужват от 3 кабинкови лифта, 14 седалкови лифта и 8 влека. Комплексът се управлява от Иранската федерация по ски.
Високото надморско равнище и обилните валежи осигуряват добри условия за ски и сноуборд. Снежната покривка е с високо качество, дебелина ѝ стига до 2 m в долната част на пистите и 6 m в горната им част. Зимните спортове могат да се упражняват от средата на ноември до края на май. Разнообразните писти осигуряват подходящи условия както за начинаещи, така и за опитни скиори и сноубордисти.
През топлите сезони курортът се използва като център за грас ски (ски на трева). Първото състезание по този спорт се провежда в Дизин през 1996 г. под егидата на Международната федерация по ски. Отново такова състезание се провежда в Дизин през 2005 г.  През 2010 г. се провежда състезание по грас ски за младежи.
Извън зимния сезон курортът се посещава заради възможностите за планински туризъм, каране на планински велосипед и тенис кортове.